# Andrej Sopin
Andrij Alekseevič Sopin (in russo Андрей Алексеевич Сопин?; Mosca, 7 luglio 1997) è un cestista russo.

## Carriera
Con la Russia ha disputato i Campionati mondiali del 2019.